# فرانتیشک پالا
 فرانتیشک پالا (انگلیسی: František Pála؛ زادهٔ ۲۸ مارس ۱۹۴۴) یک تنیس‌باز اهل جمهوری چک است.